# Polul Nord Magnetic

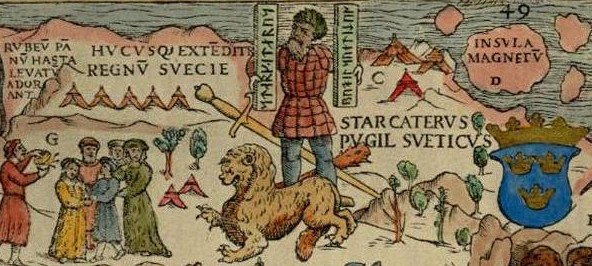
Detaliu din Carta Marina din 1539 de Olaus Magnus, în care apare nordul magnetic ca idee vagă a unei „Insula Magnetu[m]” în largul coastei Murmanskului de astăzi. Cel care ține în mâini blocurile inscripționate cu rune este eroul nordic Starkad.

Polul Nord Magnetic al Pământului este punctul de pe suprafața emisferei nordice în care câmpul magnetic al Pământului este îndreptat direct în jos. Deși geografic se află în partea de nord a planetei, el este, conform direcției liniilor de câmp magnetic, din punct de vedere fizic un „sud” magnetic. Polul Nord Magnetic nu trebuie confundat cu Polul Nord Geografic, și nici cu Polul Nord Geomagnetic.
Polul Nord Magnetic se deplasează încet în timp datorită modificărilor magnetice din centrul Pământului. În 2001, poziția sa a fost determinată prin Studiul Geologic al Canadei a fi lângă Insula Ellesmere din nordul Canadei, la 81°18′N 110°48′W / 81.3°N 110.8°V; în 2005, poziția a fost estimată la 82°42′N 114°24′W / 82.7°N 114.4°V. În 2009, el se deplasa către Rusia cu o viteză între 55–60 km pe an.
Corespondentul său în emisfera sudică este Polul Sud Magnetic. Deoarece câmpul magnetic al Pământului nu este perfect simetric, cele două puncte nu sunt antipodale: o linie trasată de la unul la celălalt nu trece prin centrul Pământului.

## Polaritate
În fizică, toți magneții au doi poli între care se face distincția după direcția fluxului magnetic. În principiu, acești poli se pot numi oricum, de exemplu „+” și „−”, sau „A” și „B”. Pe baza folosirii magneților în trecut în busole, ei au fost numiți însă „polul nord” (sau mai explicit „polul orientat spre nord”), „N”, și „polul sud” (sau „polul care se îndreaptă spre sud”), „S”, polul nord fiind cel care se îndreaptă spre nord, deoarece este atras de polul nord magnetic al Pământului. Întrucât polii opuși se atrag, Polul Nord Magnetic al Pământului este deci un pol „sud” magnetic. Analog, Polul Sud Magnetic al Pământului este din punct de vedere fizic un pol „nord” magnetic.

## Istorie
În vremuri îndepărtate, navigatorii europeni credeau că acele busolelor sunt atrase fie de un „munte magnetic”, fie de o „insulă magnetică” aflată undeva în nordul îndepărtat, fie de Steaua Polară. Ideea că Pământul însuși funcționează ca un magnet uriaș a fost avansată pentru prima oară în 1600 de medicul și filosoful englez William Gilbert. El a fost primul care a definit Polul Nord Magnetic ca punctul în care câmpul magnetic al Pământului este direcționat pe verticală și îndreptat în jos. Aceasta este definiția folosită astăzi, deși aveau să mai treacă sute de ani înainte ca natura câmpului magnetic al Pământului să fie înțeleasă.

## Expediții și măsurători
Prima expediție care a ajuns la Polul Nord Magnetic a fost cea condusă de James Clark Ross, care l-a găsit la Capul Adelaide de pe Peninsula Boothia la 1 iunie 1831. Roald Amundsen a găsit Polul Nord Magnetic într-o poziție ușor diferită în 1903. A treia observație a fost efectuată de doi angajați ai guvernului Canadei, oamenii de știință Paul Serson și Jack Clark, de la Dominion Astrophysical Observatory, care au găsit poziția polului ca fiind lacul Allen de pe Insula Prințul de Wales în 1947.
Guvernul canadian a mai făcut de atunci și alte măsurători, care arată că Polul Nord Magnetic se deplasează continuu către nord-vest. În 1996, o expediție i-a certificat poziția cu ajutorul teodolitelor și a magnetometrelor la 78°35.7′N 104°11.9′V / 78.5950°N 104.1983°V. Poziția estimată în 2005 era la 82°42′N 114°24′W / 82.7°N 114.4°V, la vest de Insula Ellesmere din Canada. În secolul al XX-lea, el se deplasase 1.100 km, iar din 1970, viteza sa de deplasare a crescut de la 9 km/an la aproximativ 41 km/an, sau 1,3 mm/s (media pe 2001–2003). Dacă și-ar mențin e viteza și direcția de deplasare actuale, va ajunge în Siberia în aproximativ 50 de ani.
Această mișcare generală se suprapune peste o altă variație zilnică, prin care Polul Nord Magnetic descrie o elipsă, cu deviația maximă de 80 km față de poziția medie. Acest efect este cauzat de perturbațiile câmpului geomagnetic de particulele încărcate electric venit de la Soare.
| Polul Nord Magnetic | (2001) 81°18′N 110°48′W / 81.3°N 110.8°V  | (2004 est) 82°18′N 113°24′W / 82.3°N 113.4°V | (2005 est) 82°42′N 114°24′W / 82.7°N 114.4°V |
| Polul Sud Magnetic  | (1998) 64°36′S 138°30′E / 64.6°S 138.5°E. | (2004 est) 63°30′S 138°00′E / 63.5°S 138.0°E |                                              |

Prima echipă de începători care a ajuns la Polul Nord Magnetic a reușit acest lucru în 1996, avându-l în frunte pe David Hempleman-Adams. Din ea au făcut parte prima femeie britanică și prima femeie suedeză care au ajuns la pol. Echipa a reușit și să localizeze Polul Nord Magnetic pentru Universitatea Ottawa.
Cursa Polară este un eveniment bienal are loc între Golful Resolute din nordul Canadei și poziția certificată în 1996 a Polului Nord Magnetic de la 78°35.7′N 104°11.9′V / 78.5950°N 104.1983°V. La 25 iulie 2007, Top Gear a realizat un episod special, difuzat pe postul TV BBC Two în Regatul Unit, în care Jeremy Clarkson și James May au devenit primii oameni care au ajuns la Polul Nord Magnetic cu automobilul.

## Nordul magnetic și declinația magnetică

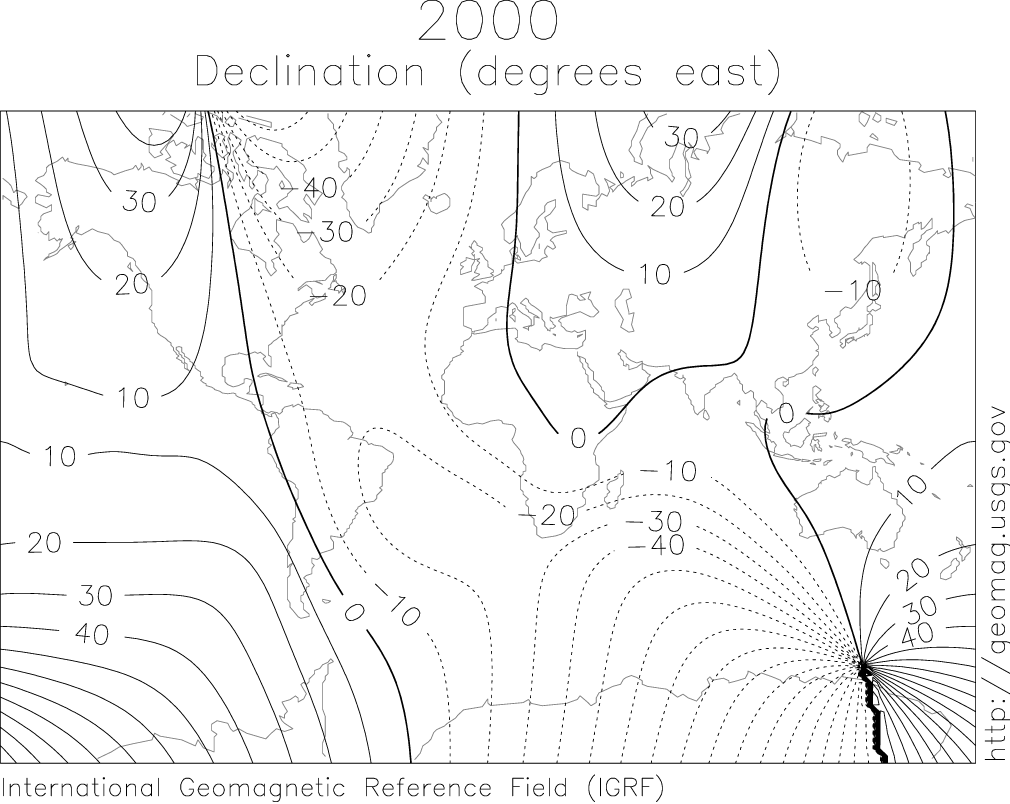
Declinația magnetică față de nordul real în 2000.

Direcția pe care se orientează acul unei busole este considerată a fi cea care arată nordul magnetic. În general, aceasta nu este exact direcția Polului Nord Magnetic (sau a oricărei alte poziții consistente). Acul busolei se orientează de fapt de-a lungul liniilor câmpului geomagnetic din locul respectiv, ceea ce variază într-o manieră complexă pe toată suprafața Pământului, și care evoluează în timp. Diferența unghiulară între linia dintre nordul și sudul magnetic și axa de rotație a Pământului în orice poziție anume pe suprafața Pământului se numește declinație magnetică. Majoritatea sistemelor de coordonate sunt bazate pe nordul real, iar adesea în legendele hărților este specificată și declinația magnetică, pentru a putea determina cu mai mare precizie nordul real față de nordul indicat de busolă.
Declinația magnetică a fost măsurată în mai multe țări. Linia de declinație zero (linia agonică) trece în emisfera nordică pe lângă orașul canadian Churchill de la golful Hudson, apoi la est de lacul Winnipeg, prin provincia Ontario, prin lacul Superior, apoi prin Statele Unite ale Americii către Golful Mexic. De-a lungul acestei linii, nordul geografic este identic cu nordul magnetic. La vest de linia de declinație zero, busola va arăta o poziție aflată ușor la est de nordul real, iar la est de linie, busola va arăta o direcție puțin deviată spre vest.
Declinația magnetică este încă importantă în anumite tipuri de navigație care prin tradiție utilizează busolele magnetice.

## Inversarea geomagnetică
De-a lungul existenței Pământului, orientarea câmpului magnetic s-a schimbat de mai multe ori, nordul magnetic devenind sud și viceversa. Dovezi ale acestor evenimente pot fi văzute la dorsalele oceanice unde plăcile tectonice se mișcă în direcții diferite iar fundul mării este plin de magmă. Pe măsură ce magma se scurge din manta, particulele magnetice se orientează pe direcția câmpului magnetic la momentul în care magma se răcește și se solidifică.